# San Marcos (Santa Bárbara)
San Marcos est une municipalité du Honduras, située dans le département de Santa Bárbara. Elle comprend 20 villages et 63 hameaux.

## Source de la traduction
- (en) Cet article est partiellement ou en totalité issu de l’article de Wikipédia en anglais intitulé « San Marcos, Santa Bárbara » (voir la liste des auteurs).